# Kanji Dol
Kanji Dol – wieś w Słowenii, w gminie Idrija. W 2018 roku liczyła 6 mieszkańców.